# Vision Divine
I Vision Divine sono un gruppo musicale power/progressive metal, fondato dal chitarrista Olaf Thorsen nel 1998.

## Storia del gruppo

### Gli inizi e i primi album (1998-2002)

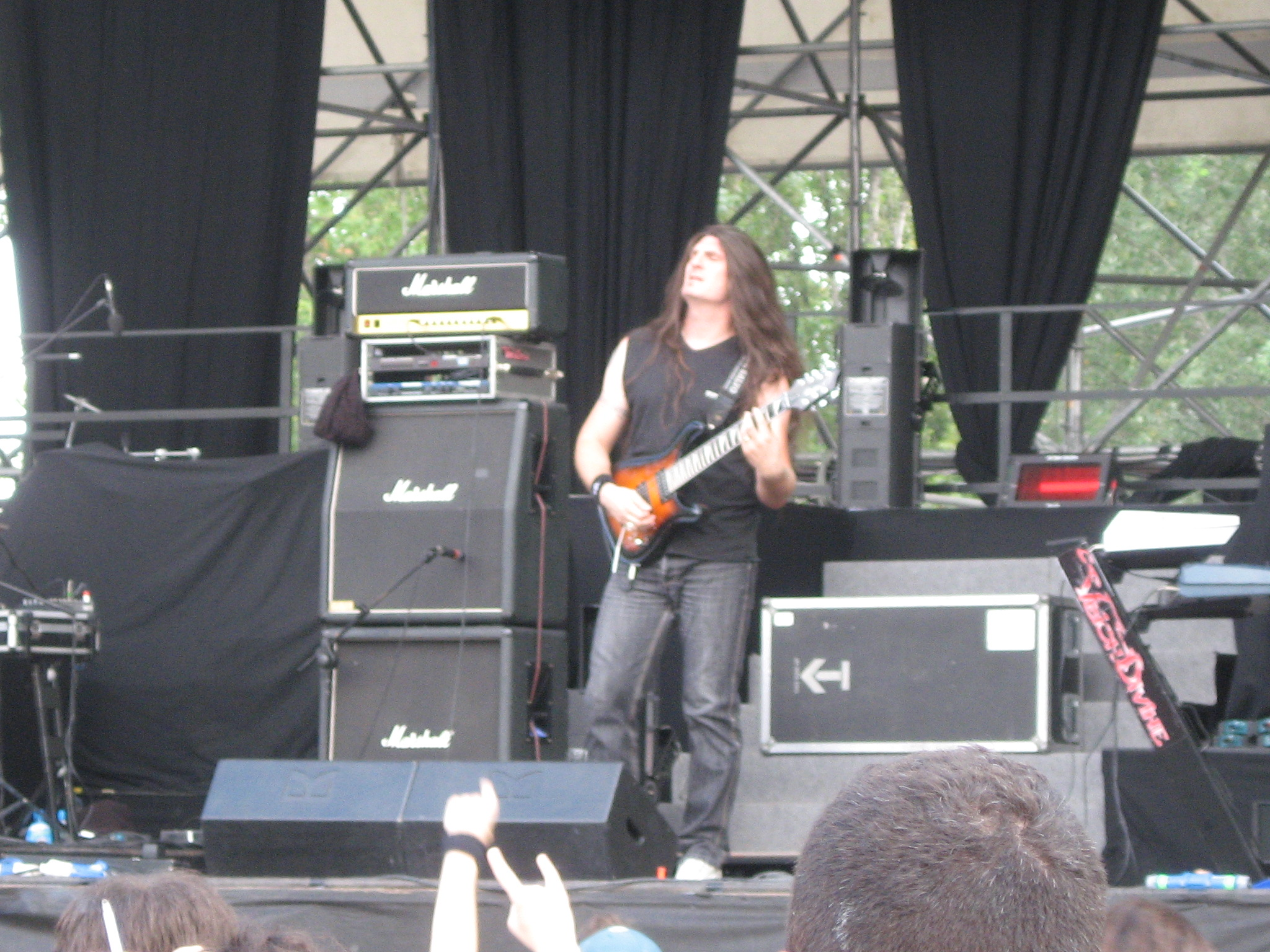
Olaf Thorsen al Rockin' field festival di Milano (26 luglio 2008)

I Vision Divine nascono a Massa (Toscana) inizialmente come progetto solista del chitarrista dei Labyrinth Olaf Thorsen, il quale ha chiamato il cantante Fabio Lione (ex-Rhapsody of Fire ed ex-Labyrinth) per stringere una collaborazione. La formazione si completò successivamente con l'entrata del bassista Andrea "Tower" Torricini, del tastierista Andrew Mc Pauls e del batterista Mat Stancioiu. Il nome del gruppo è un'unione tra "Vision" (il primo nome dei Labyrinth) e "Divine" (titolo dell'allora possibile album solista di Thorsen).
Nel 1999 venne pubblicato il primo album in studio Vision Divine, che consentì al gruppo di ottenere un ottimo successo di critica e di vendita, tanto da far registrare il tutto esaurito nel tour in Argentina, Messico, Cile, Panama e Brasile.
Nel 2002 viene pubblicato il secondo album Send Me an Angel, e dopo l'uscita di questo disco, Thorsen, decide di abbandonare i Labyrinth per dedicarsi completamente ai Vison Divine. Avvengono così dei cambi di formazione; Federico Puleri (già chitarrista aggiunto nei live) entra a fianco di Thorsen per rinforzare il sound con 2 chitarre, mentre Stancioiu e Mc Pauls (batteria e tastiera) compiono la scelta esattamente contraria lasciando i Vision Divine per dedicarsi al 100% ai Labyrinth. Al loro posto subentrano Matteo Amoroso alla batteria (ex-Athena) ed Oleg Smirnoff alla tastiera, considerato un versatile tastierista già in forza negli Eldritch e nei Death SS, in cui molti fan lo vedono come uno dei più talentuosi nel panorama metal italiano ed internazionale, paragonandolo persino a Kevin Moore dei Dream Theater.

### L'uscita di Fabio Lione e l'entrata di Michele Luppi (2003-2008)
Nel 2003, con questa rinnovata formazione, la band si prepara per scrivere il nuovo disco. Dopo la stesura di qualche brano, Fabio Lione è costretto ad abbandonare la band a causa di problemi contrattuali con i Rhapsody. Alcuni mesi dopo, Thorsen annuncia l'ingresso del nuovo cantante: Si tratta di Michele Luppi, cantante praticamente sconosciuto nell'ambiente metal ma più noto nella scena underground AOR. 
Nel 2004, con il nuovo cantante, viene pubblicato il terzo album Stream of Consciousness. Il disco, a livello di testi, racconta la vicenda di un uomo rinchiuso nella cella di un manicomio,che si trova a percorrere un viaggio indietro nel tempo, per capire se ha avuto un senso impazzire per conoscere quale fosse il vero significato della vita. A livello musicale, la performance vocale di Luppi è stata accolta positivamente dalla critica grazie alla potenza e all'estensione vocale, oltre che per la sua versatilità ed espressione. L'abbandono di Lione viene da molti considerato l'inizio di una nuova era per i Vision Divine: infatti con questo album il gruppo inizia ad essere ammirato anche dagli amanti del progressive metal oltre che dagli amanti del power e classic metal. Nel frattempo il gruppo cambia etichetta passando alla Scarlet Records per il mercato italiano. Sulla scia del successo del disco, la band decide di realizzare il suo primo DVD, Stage of Consciousness, registrato nel mese di aprile 2005 al Transilvania Live di Reggio Emilia. Dopo l'uscita di questi album, il batterista Matteo Amoroso lascia la band per motivi personali e viene sostituito momentaneamente da Danil Morini.
Sempre nel 2005 viene pubblicato il quarto album The Perfect Machine, un concept album estremamente complesso dove il sound della band abbandona quasi totalmente le sonorità power metal per avvicinarsi mai come prima al prog-metal; Si nota come dal punto di vista ritmico batteria e chitarre si fanno più serrate e incalzanti rispetto al passato, mentre le linee vocali di Luppi mettono sempre di più in risalto la sua nota versatilità. La produzione del disco è stata curata dal chitarrista degli Stratovarius, Timo Tolkki, che in quell'occasione elogerà Morini come tra i più professionali ed eclettici batteristi sentiti in sala di incisione. Il disco è stato subito elogiato da pubblico e stampa al punto da venire da molti considerato uno dei migliori lavori che l'Italia abbia mai prodotto in campo metal. A settembre 2005 termina la collaborazione con il batterista-turnista Morini a conclusione del tour in Giappone, sostituito alcuni mesi dopo da Alessandro Bissa.
Nel 2006 la Scarlet Records pubblica una nuova versione in digipack e a tiratura limitata di The Perfect Machine, contenente 4 bonus track: La reinterpretazione di The Needle Lies dei Queensrÿche e tre nuove versioni di classici della band reinterpretati da Michele Luppi, ovvero New Eden, Send Me an Angel e Pain. Nello stesso anno seguono due importanti cambi per la band, infatti sia Oleg Smirnoff (tastiera) che Andrea "Tower" Torricini (basso), lasciano la band per motivi personali e vengono rispettivamente sostituiti da Cristiano Bertocchi e Alessio Lucatti.

Nel 2007, dopo questi numerosi cambi di formazione, la band entra in studio per registrare il nuovo disco che uscirà il 25 giugno 2007 con il titolo The 25th Hour. Il nuovo concept album gode ancora una volta della produzione di Tolkki e soprattutto di una maggiore eterogeneità musicale rispetto ai suoi predecessori, con forti influenze AOR, hard rock e riff talvolta di matrice thrash. Pochi giorni dopo esce il loro primo video The Daemon You Hide, interamente realizzato in 3D dalla LKA. Olaf Thorsen dichiarò:
Il 23 febbraio 2008, in occasione dei 10 anni della band, viene organizzato un evento speciale al Tempo Rock di Gualtieri in provincia di Reggio Emilia, dove vi prendono parte quasi tutti gli ex del gruppo con ospiti Trevor e Tommy dei Sadist.

### L'uscita di Michele Luppi e il rientro di Fabio Lione (2008-2018)

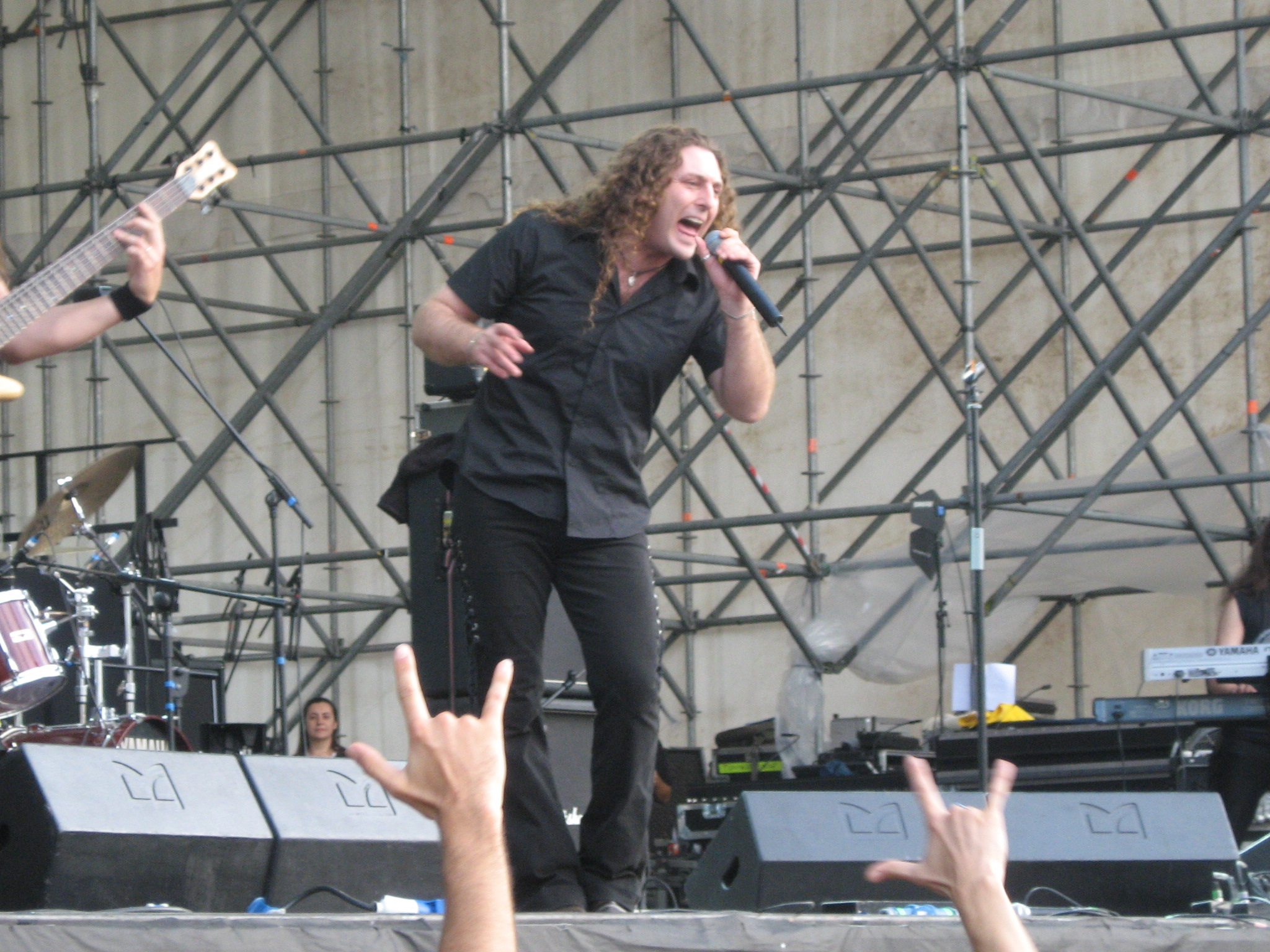
Fabio Lione al Rockin' field festival di Milano (26 luglio 2008)

Nell'aprile 2008 viene annunciato sul sito ufficiale dei Vision Divine e di Michele Luppi la sua uscita dalla band. La fuoriuscita di Luppi fu vista come un duro colpo dai fan, anche perché i particolari sulla separazione non furono resi noti. In un'intervista Olaf Thorsen dichiarò: "La verità è che evidentemente tra le due entità non c’era affinità d’intenti,di fini,di obiettivi,non c’era più lo stesso modo di intendere la band o i progetti futuri".

Il 28 maggio viene annunciato il rientro nella band di Fabio Lione che prenderà parte alla registrazione del nuovo album 9 Degrees West of the Moon, la cui pubblicazione è prevista nel 2009. Ad occuparsi della produzione sarà nuovamente Timo Tolkki.. Il disco quando uscì ricevette recensioni contrastanti, visto che molti ormai identificavano in Luppi il cantante adatto per la band, ma fu proprio Thorsen a stroncare il disco, infatti dichiarò in diverse interviste di come non fu per niente soddisfatto della produzione del disco, cosa che lo portò alla separazione con Tolkki:
Nel settembre 2011 la band annuncia che la pre-produzione del settimo album è terminata, definendo il prossimo lavoro come «un concept molto lontano dalle tematiche trattate negli album precedenti», ed affermando che «la musica prenderà un percorso alquanto nuovo» in quest'album. Nel frattempo il gruppo si separa da Bertocchi, che ha deciso di dedicarsi in modo intensivo all'attività didattica, ai suoi progetti solisti e alla produzione di band del panorama metal italiano; al suo posto è tornato lo storico componente Andrea "Tower" Torricini, bassista storico della band (suonò dal primo Vision Divine fino a The Perfect Machine). L'album, intitolato Destination Set to Nowhere, è stato pubblicato il 14 settembre 2012.
Il 3 maggio 2016 i Vision Divine annunciano su Facebook l'ingresso in formazione del batterista statunitense Mike Terrana, componente in passato di gruppi e artisti quali Rage, Masterplan, Axel Rudi Pell, Yngwie Malmsteen e Tarja Turunen. 

### Nuova formazione e nuovo album (2018-2024)
Il 28 aprile 2018 Fabio Lione lascia nuovamente i Vision Divine per unirsi definitivamente agli Angra. Il 10 dicembre viene sostituito da Ivan Giannini con cui pubblica con la band l'ottavo album When All the Heroes Are Dead (2019), disco che ottiene ottime recensioni.
Il 22 febbraio 2022, dopo due anni di pausa forzata a causa della pandemia di COVID-19, il batterista Mike Terrana lascia la band e viene sostituito da Matt Peruzzi.
II 30 marzo 2024 si è svolto a Pisa un concerto volto a celebrare il 25º anniversario della band dalla sua nascita; per l'occasione, Fabio Lione torna ad esibirsi con la band in veste di ospite.
Il 20 settembre 2024 è uscito il nono album Blood and Angels' Tears, mentre il 23 novembre seguente il cantante Ivan Giannini ha abbandonato la band..
Il ritorno di Michele Luppi (2025)
Il 24 marzo 2025 i Vision Divine hanno annunciato il ritorno di Michele Luppi al microfono, mentre il 30 aprile avviene la fuoruscita del tastierista Alessio Lucatti.

## Formazione
Attuale
- Olaf Thorsen – chitarra (1998-presente)
- Andrea "Tower" Torricini – basso (1998-2006, 2011-presente)
- Federico "Pule" Puleri – chitarra (2002-presente)
- Michele Luppi – voce (2003-2008, 2025-presente)
- Matt Peruzzi – batteria (2024-presente; turnista 2022-2023)
- Oleg Smirnoff – tastiera (2002-2006, 2025-presente)

Ex-componenti
- Andrew Mc Pauls – tastiera (1998-2002)
- Mattia Stancioiu – batteria (1998-2002)
- Matteo Amoroso – batteria (2002-2005)
- Danil Morini – batteria (2005)
- Ricky Quagliato – batteria (2005)
- Cristiano Bertocchi – basso (2006-2011)
- Alessandro Bissa – batteria (2005-2016)
- Fabio Lione – voce (1998-2003,2008-2018)
- Mike Terrana – batteria (2016-2022)
- Ivan Giannini - voce (2018-2024)
- Alessio Lucatti – tastiera (2006-2025)

### Discografia
- 1999 – Vision Divine
- 2002 – Send Me an Angel
- 2004 – Stream of Consciousness
- 2005 – The Perfect Machine
- 2007 – The 25th Hour
- 2009 – 9 Degrees West of the Moon
- 2012 – Destination Set to Nowhere
- 2019 – When All the Heroes Are Dead
- 2024 – Blood and Angels' Tears

## Videografia
- 2005 – Stage of Consciousness